# 武阿尔特
武阿尔特（法語：Vouharte，法語發音：[vu.aʁt]）是法国夏朗德省的一个市镇，位于该省中北部，属于昂古莱姆区。

## 地理
武阿尔特（45°48'56"N, 0°4'28"E）面积10.64 平方千米，位于法国新阿基坦大区夏朗德省，该省份为法国西部内陆省份，北起德塞夫勒省和维埃纳省，东临上维埃纳省，东南至多尔多涅省，南至多爾多涅省，西接滨海夏朗德省。
与武阿尔特接壤的市镇（或旧市镇、城区）包括：拉沙佩勒、库隆日、圣阿芒德布瓦克斯、圣热尼迪耶尔萨克、克桑贝、热纳克-比尼亚克。
武阿尔特的时区为UTC+01:00、UTC+02:00（夏令时）。

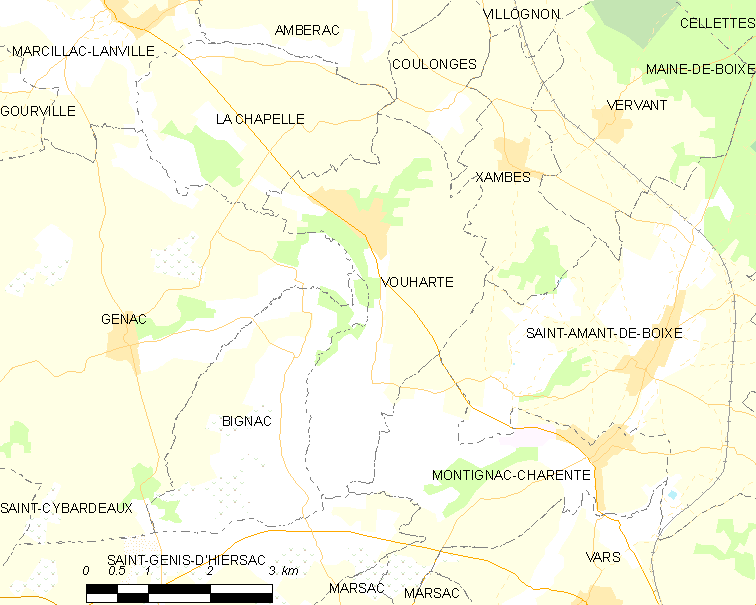
武阿尔特的OSM定位图

## 行政
武阿尔特的邮政编码为16330，INSEE市镇编码为16419。

## 政治
武阿尔特所属的省级选区为布瓦克斯-芒卢瓦县。

## 交通
夏朗德省省道D114线、D360线和D737线在境内交汇。南部-大西洋欧洲高速铁路经过境内但未设站。

## 人口

1962-2008年间武阿尔特人口变化图示

武阿尔特于2022年1月1日时的人口数量为312人。